# IOK-1
IOK-1 — одна из самых удалённых и древних из известных на сегодняшний день галактик, свет от которой шел до Земли примерно 13,03 млрд лет.

Была открыта группой японских астрономов из Национальной обсерватории и Токийского университета в сентябре 2006 года. Для этого был использован расположенный на Гавайских островах мощный телескоп Субару с диаметром зеркала 8,2 метра.

IOK-1 находится в направлении северного созвездия Волосы Вероники и была сформирована, по мнению учёных, через 750 млн лет после т. н. Большого взрыва, который привёл к рождению нынешней Вселенной. Такие выводы японские учёные во главе с профессором Масанори Иэ сделали на основе спектрального анализа света от сверхдалекого объекта. Чем старше и удаленнее галактика, тем более красными воспринимаются идущие от неё лучи.